# Den världshistoriska trilogin
Den världshistoriska trilogin är en serie pjäser från 1903 av August Strindberg. Trilogin består av Genom öknar till arvland om Moses, Hellas om Sokrates och Lammet och vilddjuret om Kristus. Strindberg planerade en cykel på minst tre trilogier, där även Näktergalen i Wittenberg ingick, men tanken gavs upp. 